# Krążowniki torpedowe typu Örnen
Krążowniki torpedowe typu Örnen − typ pięciu jednostek szwedzkiej marynarki wojennej z końca XIX wieku. Oficjalnie klasyfikowane jako krążowniki torpedowe, koncepcyjnie były zbliżone do budowanych równolegle w innych państwach kanonierek torpedowych. Dwa z nich, pomimo przestarzałej konstrukcji, służyły we flocie szwedzkiej jeszcze podczas II wojny światowej.

## Projektowanie i budowa
Pod wpływem konstruowanych w kilku wiodących krajach morskich (przede wszystkim Wielkiej Brytanii) okrętów zaliczanych do klasy kanonierek i krążowników torpedowych, także marynarka wojenna Szwecji zaproponowała budowę podobnych jednostek. Miały one według założeń pełnić funkcje przewodnika flotylli torpedowców, chronić własną flotę przed atakami torpedowców przeciwnika oraz wypełniać zadania rozpoznawcze na rzecz większych okrętów. Prace projektowe trwały od roku 1892. W 1895 roku parlament Szwecji zaakceptował te założenia i przewidział w budżecie środki na budowę pierwszej jednostki. W dwóch kolejnych latach miano zbudować jeszcze cztery następne okręty.
30 sierpnia 1895 roku listem królewskim określono nazwę klasy nowych jednostek na krążowniki torpedowe. Postanowiono również, że okręty będą nosić nazwy pochodzące od nazw ptaków. Pierwszy z nich, "Örnen", był budowany w latach 1895−1897 w stoczni Lindholmens w Göteborgu. Formalnie przekazany do służby 4 maja 1897 roku, został przedstawiony publicznie na Powszechnej Wystawie Sztuki i Przemysłu w Sztokholmie. W tym czasie podjęto decyzję o przemianowaniu następnych jednostek; miały nosić nazwy pochodzące od nazwisk wybitnych szwedzkich dowódców marynarki.
Dwa następne krążowniki typu Örnen: "Claes Horn" i "Jacob Bagge", weszły do linii w 1898 roku, kolejne: "Psilander" i "Clas Uggla", zbudowane według nieco zmodyfikowanych planów, w 1900 roku.

## Opis konstrukcji
Okręty typu Örnen miały kadłub długości całkowitej 69,2 m i 67,17 na konstrukcyjnej linii wodnej (dla dwóch ostatnich jednostek odpowiednio 72,9 i 70,7 m) oraz szerokości całkowitej 8,2 m. Wyporność standardowa wynosiła 800 i 814 ton, zanurzenie maksymalne 3,2 i 3,3 m.
Napęd jednostek stanowiły dwie maszyny parowe potrójnego rozprężania o łącznej mocy 4000 (4500) KM, napędzające dwie śruby. Parę do maszyn dostarczały kotły parowe: cztery cylindryczne o ciśnieniu roboczym pary 12 atmosfer na trzech pierwszych okrętach i osiem typu Yarrow o ciśnieniu roboczym 13 atm na pozostałych. Układ ten zapewniał prędkość maksymalną odpowiednio 19 i 20,5 węzła. Zapas węgla, wynoszący 90 lub 120 ton pozwalał przepłynąć maksymalnie 1200 mil morskich z prędkością ekonomiczną 12 węzłów. Okręty posiadały pojedynczy ster, poruszany parową maszynką sterową produkcji brytyjskiej.
Uzbrojenie okrętów w chwili wejścia do służby składało się z dwóch dział kal. 120 mm na pokładach dziobowym i rufowym oraz czterech kal. 57 mm rozmieszczonych po dwa na burtach i pojedynczej podwodnej wyrzutni torpedowej kal. 381 mm w stewie dziobowej. Na dwóch najdłużej pozostających w służbie okrętach w 1940 roku zastąpiono działa kal. 57 mm zdwojonymi stanowiskami dział przeciwlotniczych kal. 25 mm. Otrzymały one również tory minowe na 12 min.
Projektowana załoga krążowników torpedowych liczyła 104 oficerów, podoficerów i marynarzy.

## Losy okrętów

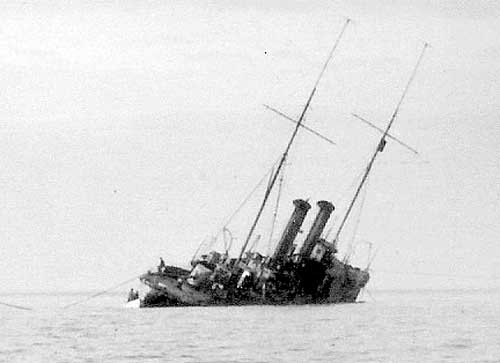
"Clas Uggla" na mieliźnie w 1917 roku

- "Örnen" − położenie stępki 1895, wodowanie 6 sierpnia 1896, wcielenie do służby 4 maja 1897. Stocznia Lindholmens w Göteborgu. Służył podczas I wojny światowej jako dozorowiec. W 1926 roku przeklasyfikowany na okręt szkolny, został częściowo przezbrojony na początku kolejnej wojny. Wycofany 16 czerwca 1947, został zatopiony jako okręt-cel w 1950 roku.
- "Claes Horn" − położenie stępki 1896, wodowanie 9 lutego 1898, wejście do linii 7 sierpnia 1898. Stocznia W. Lindbergs w Sztokholmie. Po intensywnej służbie dozorowej podczas I wojny światowej został 12 października 1923 jako zużyty wycofany ze składu floty i w roku następnym złomowany.
- "Jacob Bagge" − położenie stępki 1896, wodowanie 30 kwietnia 1898, wejście do linii 23 listopada 1898. Stocznia Kockums w Malmö. W latach 1927−1935 był używany jako tender wodnosamolotów, od 1941 roku okręt szkolny. Wycofany ze służby 13 czerwca 1946, został złomowany w 1951 roku.
- "Psilander" − położenie stępki 1898, wodowanie 25 listopada 1899, w służbie od 20 lipca 1900. Stocznia Bergsunds Finbodda. Od 1928 roku okręt szkolny, wycofany 1 lipca 1937 i zatopiony jako okręt-cel 3 sierpnia 1939.
- "Clas Uggla" − położenie stępki 1898, wodowanie 9 grudnia 1899, wcielenie do służby 28 listopada 1900. 22 czerwca 1917 roku wszedł na mieliznę i po nieudanych próbach ściągnięcia go na głębszą wodę zatonął 30 sierpnia tegoż roku.